# Toni Mair
Anton Mair (* 30. April 1940 in Marling bei Meran; † 8. August 2015 in Unterägeri) war ein österreichischer, in der Schweiz lebender Geograf und Reliefbauer.
Mair arbeitete als Gymnasiallehrer für Geografie und Geologie an der Kantonsschule Zug. Sein erstes Relief erstellte er als Student. Danach folgten zahlreiche Landschafts- und Typenreliefs, die er in seinem Unterricht zur Veranschaulichung verwendete. 2002 wurde er pensioniert und widmete sich anschliessend geschäftlich der Reliefherstellung. Mair gehört zu den anerkanntesten und besten Reliefkünstlern. Seine Werke sind denen der berühmtesten Reliefhersteller ebenbürtig und in zahlreichen Museen und an öffentlichen Orten ausgestellt.

## Leben
Der in Fachkreisen als Toni Mair bekannte Anton Mair wurde in Marling ob Meran geboren und wuchs unter teils kriegsbedingt schwierigen Verhältnissen in Innsbruck auf. Sein Vater war Schuhmacher, die Mutter Schneiderin.
Nachdem er im zerbombten Stadtsaal die in eine orientalische Landschaft eingebettete grosse Weihnachtskrippe des Holzschnitzers Ferdinand Pöttmesser zum ersten Mal gesehen hatte, durfte er einen für ihn wegweisenden Krippenbaukurs besuchen.
Mair besuchte in Innsbruck die Grundschule und das Gymnasium. 1959 lernte er im Rahmen einer Chorreise nach Chur beim Chorgesang seine spätere Frau Myrtha Mair-Lang kennen. Mair zog 1961 in die Schweiz, um in Basel Gesang zu studieren, unter anderem beim Tenor Jose Maria Perez Busquier. Diesen Berufswunsch gab er nach zwei Jahren wieder auf. Stattdessen zog er nach Zürich und machte die eidgenössische Matura Typus B mit Latein. Daraufhin studierte er Geografie mit den Nebenfächern Geologie, Petrografie, Paläontologie und Anthropologie und schloss 1978 mit einer Diplomarbeit über den Einfluss des Klosters Einsiedeln auf die Entwicklung der Kulturlandschaft unter der Leitung von Harold Haefner am Geographischen Institut der Universität Zürich ab.
Während des Studiums arbeitete Mair in Gelegenheitsjobs als Aushilfslehrer (unter anderem für Latein) und auf einem Baubüro.  Von 1972 bis 2002 war er als Lehrer für Geographie an der Kantonsschule Zug tätig. Er bot seinen Lernenden einen praxisnahen und abwechslungsreichen Unterricht.
Nach der Pensionierung gründete Mair 2003 die Firma Geomodelia Reliefbau Atelier GmbH mit dem Gesellschaftszweck der Herstellung von topographischen und geologischen Reliefs. Auf der Website beschrieb er die Leistungen folgendermassen: «Geomodelia realisiert individuelle Objekte für Museen, Foyers, Ausstellungen, Fernsehshows.»
Singen und Klavierspielen begleiteten Ton Mair das gesamte Leben. Bis knapp vor seinem Tode besuchte er Konzerte, Opernaufführungen und klassische Musikfestivals.

## Reliefs
Ein Stuckateur brachte Mair bei, wie Gips behandelt werden muss. Und der legendäre Kartograf Eduard Imhof wusste ihm zu erklären, worauf es bei einem wissenschaftlichen Relief ankommt. Unter anderem riet er ihm, Modelle nicht im überhöhten Massstab zu bauen, einer im Reliefbau häufigen Praxis, um den plastischen Effekt für Betrachtende grösser zu machen. Mair lernte, dass dies nur zu einer verzerrten Darstellung führt. Also kam er zur Überzeugung, dass er auch bei relativ flachen Reliefs (wie zum Beispiel jenes des Kanton Aargaus) bei genügend detaillierter Darstellung zur erwünschten plastischen Wirkung kommt. Zu seinem 2003 erschienenen Beitrag zum Landschaftsrelief wurde er besonders animiert durch die Meinung seines Lehrmeisters der Morphologie Gerhard Furrer.
Das 2006 erschienene Buch Das Landschaftsrelief – Symbiose von Wissenschaft und Kunsthandwerk zeugt von der Faszination Mairs für die dreidimensionale Miniatur: In einem Einleitungskapitel befasst er sich mit der aktuellen Fragestellung Das Landschaftsrelief – ein Anachronismus?, gefolgt von der Beschreibung Der Begriff «Relief». Eingehend befasst er sich mit der Geschichte des Reliefbaus, indem er Werke der Hochblüte und Riesenreliefs als Prestigeobjekte bespricht. Das ausführliche Kapitel Technik des  Reliefbaus ist gegliedert in Die Vorbereitungsphase, Wissenschaftliche Betrachtungen, Die handwerkliche Phase, Die Kunst der Landschaftsgestaltung sowie Reliefs ausstellen und Reliefs restaurieren. Daran schiesst sich noch das Kapitel Werke von Toni Mair an, welches er in Reliefs der Eiszeit und Neueste Arbeiten unterteilte.
Mair wurde als hervorragender Reliefbauer weit über die Landesgrenzen hinaus bekannt. In vielen Museen sind seine Werke, die er mit viel Liebe fürs Detail und wissenschaftlicher Akribie in minutiöser Kleinarbeit hergestellt hat, zu sehen. Er vermittelte seine Tätigkeit als Reliefbauer auch in Vorträgen, Workshops, Werkstattbesuchen, studentischen Exkursionen und nahm als Teilnehmer der Arbeitsgruppe Hochgebirgskartographie der International Cartographic Association (ICA) an deren Workshops 2006 in Slowenien und 2008 auf der Lenk teil.
Als letztes Relief fertigte Mair einen Ausschnitt der Walliser Alpen. Nach dem Tod am 8. August 2015 gelangte das Relief an das Gymnasium Kollegium Spiritus Sanctus in Brig. Vor Ort wurden die fertigen Teilstücke von Reliefbauer Wolfgang Pusch zusammengesetzt. Die Vernissage fand am 31. Oktober 2018 statt. Weitere Kleinreliefs konnten an Schulen oder privat vergeben werden.
Der Reliefbauer Wolfgang Pusch (* 1975) würdigte Toni Mair folgendermassen: «Ich verdanke Toni Mair nicht nur interessante Gespräche und handwerkliche Tricks – die er immer mit einem sprühenden Enthusiasmus vermittelt hat, sondern vor allem auch die Ermutigung, den Schritt in den professionellen Reliefbau zu wagen und damit davon meine Existenz abhängig zu machen. Ich habe es nicht bereut – Toni Mair werde ich somit immer dankbar verbunden bleiben und seine Werke werden immer Vorbild sein.»

## Veröffentlichungen
- The Landscape Relief Model – An anachronism or still a useful object for contemplating the landscape. In: True-3D in Cartography: Autostereoscopic and Solid Visualisation of Geodata. 2012. S. 415–434.[45][46]
- Das Landschaftsrelief: Symbiose von Wissenschaft und Kunsthandwerk : mit Schweizer Reliefkatalog [von Susanne Grieder]. 2006.[28]
- Ersetzt ein Computer den Reliefbauer? Eine Einschätzung von Toni Mair. In: Relief und Karte – Geländedarstellungen seit 1800. 2013. S. 30–33.[47]
- Das Landschaftsrelief: Faszination für Erbauer und Betrachter. In: Bremgarter Neujahrsblätter. 2003. S. 85–113.[27]
- Terra Geographie Band 2, Die Welt verstehen: Ausgabe für die Schweiz. 1988.
- Einfluss des Klosters Einsiedeln auf die Entwicklung der Kulturlandschaft. 1978. [Diplomarbeit].

## Werke
- Realisierte Werke (Auszug):[48][49][50][51].
  - Reliefs: Ägerital,[52] Berninagruppe,[53][54] Dent Blanche,[55] Eiger,[56][57][58] Engelberg,[59][60] Fricktal,[61] Kanton Aargau,[62][63] Langkofel (Dolomiten),[64] Masoala (Madagaskar),[65] Matterhorn,[66] Mount Cook,[67] Neeracherried,[68] Piz Bernina,[69] Schweiz,[70][71] Simien Nationalpark,[72][73] St.-Anna-Loch (Rheinfelden),[74][75] Val Forno im Bergell,[76] Valle di Muggio, Walliser Alpen[43][42]
  - Landschaftsrekonstruktionen: Aargau,[25][77] Chiemgau während der Eiszeit,[78] Gesäusegletscher [Ennsgletscher],[79][80] Reussgletscher,[81] Wauwilermoos[82][83][84][85]
  - Restaurierungen: Berner Oberland[86][87], Bietschhorn[88][89][90]
- Ständige und temporäre Ausstellungen:[91]
  - Aarau, Naturama: Aargau[24][25]
  - Bern: Schweizerisches Alpines Museum[92]
  - Jena; Ernst-Haeckel Haus[93]
  - Luzern, Gletschergarten: Berninagruppe,[94][95] Bietschhorn[96]
  - Siegsdorf: Chiemsee[97]
  - Dresden, Institut für Kartographie: Eiger,[98] Simien[72]
  - Zürich, FocusTerra[99]
  - Zürich, Geographisches Institut: Matterhorn,[100] Reussgletscher,[81] Schweiz[70][101]
  - Zürich, Institut für Kartografie und Geoinformation[102]
  - Zürich, Zoo Zürich: Simien.[103][73]